# Malin Svahnström
Malin Erika Helene Svahnström, nach Heirat Malin Borensjö (* 10. Juni 1980 in Upplands Väsby), ist eine ehemalige schwedische Schwimmerin. Sie gewann eine Bronzemedaille bei Olympischen Spielen. Bei Kurzbahnweltmeisterschaften erschwamm sie zwei Goldmedaillen und je eine Silber- und Bronzemedaille. Bei Europameisterschaften erhielt sie auf der 50-Meter-Bahn eine Goldmedaille und fünf Silbermedaillen, auf der 25-Meter-Bahn wurde sie zweimal Erste und je einmal Zweite und Dritte.

## Sportliche Karriere
Die 1,69 Meter große Malin Svahnström schwamm für Väsby Simsällskap.

### Die Jahre bis zur Olympiamedaille 2000
Ihre erste internationale Medaille erhielt sie bei den Kurzbahneuropameisterschaften 1996 in Rostock, als die schwedische 4-mal-50-Meter-Freistilstaffel mit Johanna Sjöberg, Linda Olofsson, Nelly Jörgensen und Malin Svahnström den zweiten Platz hinter dem deutschen Quartett erreichte. Im Jahr darauf bei den Kurzbahnweltmeisterschaften 1997 in Göteborg siegten in der 4-mal-100-Meter-Freistilstaffel die Chinesinnen vor den Deutschen. Dahinter erschwammen Johanna Sjöberg, Louise Karlsson, Malin Svahnström und Therese Alshammar die Bronzemedaille. Die 4-mal-100-Meter-Lagenstaffel mit Therese Alshammar, Hanna Jaltner, Johanna Sjöberg und Malin Svahnström belegte als beste europäische Staffel den vierten Platz. Malin Svahnström wurde auch im Vorlauf der 4-mal-200-Meter-Freistilstaffel eingesetzt und erhielt eine Silbermedaille, nachdem im Finale Johanna Sjöberg, Josefin Lillhage, Louise Jöhncke und Malin Nilsson als Zweite hinter den Chinesinnen das Ziel erreichten. Vier Monate nach den Kurzbahnweltmeisterschaften fanden in Sevilla die Europameisterschaften auf der 50-Meter-Bahn statt. In beiden Freistilstaffeln siegten die deutschen Schwimmerinnen, dahinter gewann die 4-mal-100-Meter-Freistilstaffel mit Jöhncke, Lillhage, Alshammar und Svahnström und die 4-mal-200-Meter-Freistilstaffel mit Jöhncke, Lillhage, Sjöberg und Svahnström jeweils die Silbermedaille.
Anfang 1998 fanden die Weltmeisterschaften in Perth statt. Über 200 Meter Lagen schwamm Svahnström in den Vorläufen die 15. Zeit. Die 4-mal-100-Meter-Freistilstaffel mit Lillhage, Jöhncke, Alshammar und Svahnström erreichte den vierten Platz. In der 4-mal-200-Meter-Freistilstaffel wurden Jöhncke, Lillhage, Svahnström und Alshammar Fünfte. Im April 1999 wurden in Hongkong die Kurzbahnweltmeisterschaften 1999 ausgetragen. Die schwedische 4-mal-200-Meter-Freistilstaffel mit Lillhage, Jöhncke, Sjöberg und Svahnström schwamm in der Weltrekordzeit von 7:51,70 Minuten zum Titel vor den Britinnen. Mit der 4-mal-100-Meter-Freistilstaffel erreichte Svahnström zwar das Finale, die Staffel wurde aber im Endlauf disqualifiziert. Im August bei den Europameisterschaften in Istanbul gewann Svahnström drei Medaillen. Svahnström, Alshammer, Jöhncke und Lillhage wurden in der 4-mal-100-Meter-Freistilstaffel genauso Zweite hinter den Deutschen wie Lillhage, Svahnström, Sjöberg und Jöhncke in der 4-mal-200-Meter-Freistilstaffel. Die 4-mal-100-Meter-Lagenstaffel mit Alshammar, Maria Östling, Sjöberg und Svahnström erkämpfte den Europameistertitel mit 0,27 Sekunden Vorsprung vor den Deutschen. Über 200 Meter Freistil erreichte Svahnström auch das Einzelfinale und belegte den achten Platz. Im Dezember 1999 bei den Kurzbahneuropameisterschaften in Lissabon siegte die schwedische 4-mal-50-Meter-Freistilstaffel mit Sjöberg, Alshammar, Anna-Karin Kammerling und Svahnström mit neuem Weltrekord von 1:38,45 Minuten.
Im April 2000 bei den Kurzbahnweltmeisterschaften in Athen belegte Svahnström mit der 4-mal-200-Meter-Freistilstaffel den vierten Platz. In der 4-mal-100-Meter-Freistilstaffel wurde Svahnström nur im Vorlauf eingesetzt. Da im Finale Jöhncke, Alshammar, Kammerling und Sjöberg als Erste anschlugen, erhielt auch Svahnström für ihren Vorlaufeinsatz eine Goldmedaille. Bei den Olympischen Spielen 2000 in Sydney erreichte die 4-mal-100-Meter-Freistilstaffel mit Jöhncke, Lillhage, Svahnström und Alshammar das Finale mit der sechstbesten Zeit. Im Endlauf schwammen Jöhncke, Alshammar, Sjöberg und Kammerling fast dreieinhalb Sekunden schneller als die Vorlaufstaffel und wurden Dritte hinter den Staffeln aus den Vereinigten Staaten und aus den Niederlanden. Alle sechs beteiligten Schwedinnen erhielten eine Bronzemedaille.

### Die Jahre ab 2001
Nachdem Svahnström 2001 nicht bei internationalen Meisterschaften angetreten war, nahm sie 2002 an den Europameisterschaften in Berlin teil. Sie wurde 15. über 200 Meter Lagen und wurde im Vorlauf der 4-mal-100-Meter-Freistilstaffel eingesetzt. Da im Endlauf Lillhage, Sjöberg, Kammerling und Alshammar den zweiten Platz hinter den Deutschen belegten, bekam auch Svahnström eine Silbermedaille für ihren Vorlaufeinsatz. 2003 bei den Weltmeisterschaften in Barcelona wurde Svahnström 33. über 200 Meter Lagen. Bei den Olympischen Spielen 2004 in Athen erreichte die schwedische 4-mal-200-Meter-Freistilstaffel mit Ida Mattsson, Josefin Lillhage, Lotta Wänberg und Johanna Sjöberg mit der achtbesten Zeit den Endlauf. Im Finale konnten sich Lillhage, Mattsson, Svahnström und Wänberg gegenüber dem Vorlauf nicht steigern und belegten den achten Platz.
2006 bei den Kurzbahnweltmeisterschaften in Shanghai belegte die schwedische 4-mal-200-Meter-Freistilstaffel mit Mattsson, Lillhage, Sjöberg und Svahnström den sechsten Platz. Vier Monate später bei den Europameisterschaften in Budapest wurde Svahnström im Halbfinale 14. über 200 Meter Lagen. Die 4-mal-100-Meter-Freistilstaffel wurde Vierte, wobei Svahnström hier nur im Vorlauf schwamm. Die 4-mal-200-Meter-Freistilstaffel mit Petra Granlund, Svahnström, Lillhage und Mattsson wurde Sechste. Im Dezember 2006 erhielt Svahnström bei den Kurzbahneuropameisterschaften in Helsinki eine Goldmedaille für ihren Vorlaufeinsatz in der 4-mal-50-Meter-Freistilstaffel. Im März 2007 war Svahnström bei den Weltmeisterschaften in Melbourne 20. über 200 Meter Lagen und wurde im Vorlauf der 4-mal-200-Meter-Freistilstaffel eingesetzt, die im Finale den siebten Platz belegte. Bei den Kurzbahneuropameisterschaften 2007 bekam Svahnström eine Bronzemedaille für ihren Vorlaufeinsatz. Im März 2008 trat Svahnström bei den Europameisterschaften in Eindhoven an. Über 200 Meter Lagen erreichte sie noch einmal das Halbfinale. In der 4-mal-200-Meter-Freistilstaffel wurde sie im Vorlauf eingesetzt, im Endlauf wurden die Schwedinnen Fünfte. Im Jahr 2009 verabschiedete sich Malin Svahnström beim Weltcup vor schwedischem Publikum von der internationalen Bühne.